# المعهد الملكي الهولندي للأرصاد الجوية

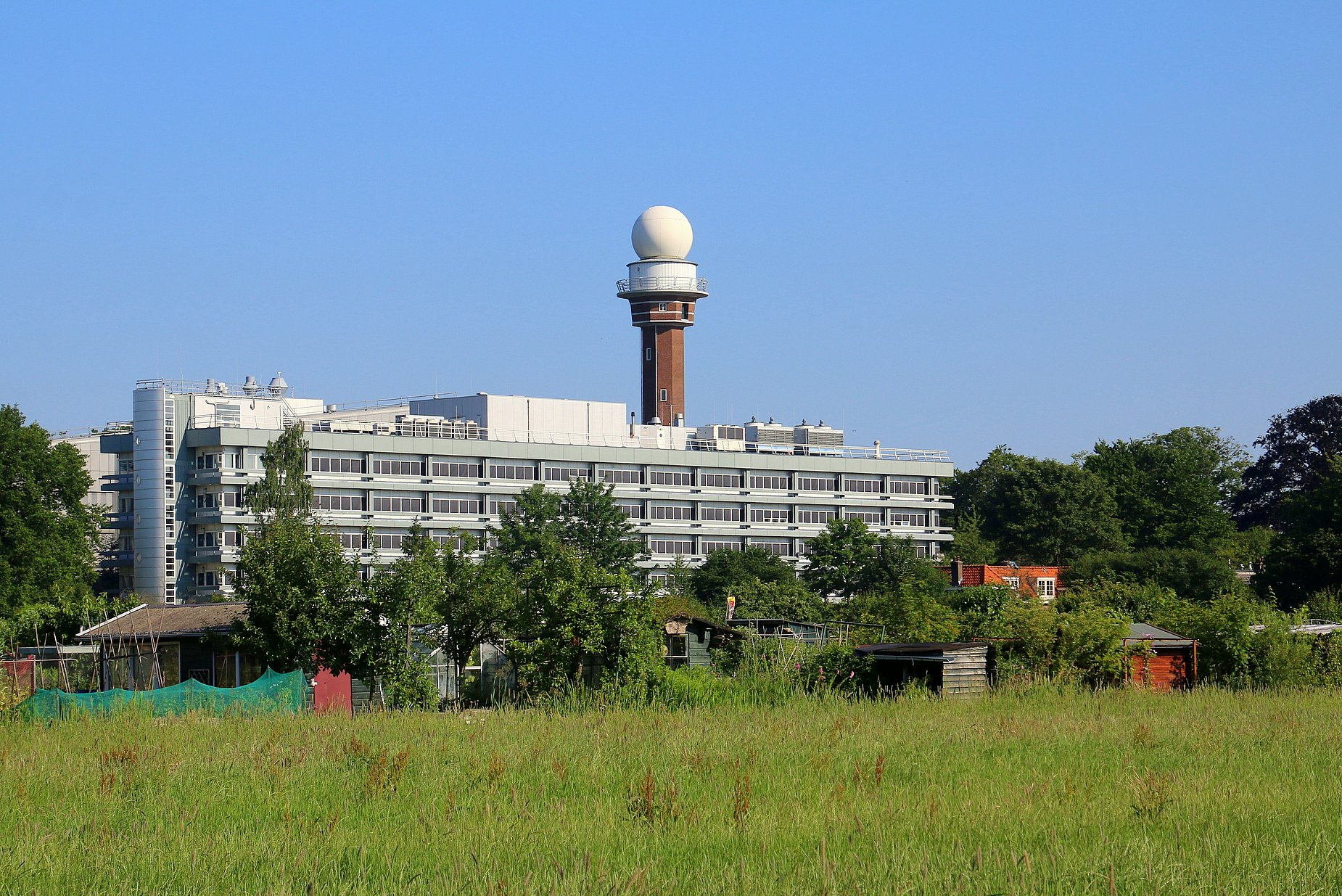
مقر الأرصاد الجوية في دي بيلت

المعهد الملكي الهولندي للأرصاد الجوية (بالهولندية: Koninklijk Nederlands Meteorologisch Instituut or KNMI أو KNMI) هو خدمة التنبؤ بالطقس الوطنية الهولندية، والتي يقع مقرها في دي بيلت، في مقاطعة أوترخت، هولندا.
المهام الرئيسية للمعهد هي التنبؤ بالطقس، ورصد التغيرات المناخية ورصد النشاط الزلزالي. والمعهد أيضا هو مركز البحوث والمعلومات الوطنية للمناخ والتغير المناخي والزلازل.